# Marie Élisabeth Veys
Pour les articles homonymes, voir Veys.
Marie Elisabeth Veys, née le 1er mai 1981, est une judokate belge. 

## Palmarès
Marie Elisabeth Veys a été médaillé de bronze aux Championnats d'Europe de judo en 2001 et en 2003.

Elle a été trois fois championne de Belgique :
| Chpt de Belgique | Chpt de Belgique | 1999 | 2000 | 2001 | 2002 | 2003 |
| ---------------- | ---------------- | ---- | ---- | ---- | ---- | ---- |
| lourds           | +78 kg           | 1er  | 2e   | 1er  | 1er  | 2e   |